# Agnė Bilotaitė
Agnė Bilotaitė (ur. 29 stycznia 1982 w Kłajpedzie) – litewska polityk, z wykształcenia prawniczka, posłanka na Sejm Republiki Litewskiej, w latach 2020–2024 minister spraw wewnętrznych.

## Życiorys
W 2006 ukończyła studia licencjackie z zakresu politologii na Uniwersytecie Kłajpedzkim. W 2012 została absolwentką studiów magisterskich prawniczych na Uniwersytecie Michała Römera. Od 2003 była zawodowo związana z rodzinną firmą transportową. W 2006 została działaczką Związku Ojczyzny, była asystentką posłów Jurgisa Razmy i Sauliusa Pečeliūnasa. W 2008 uzyskała po raz pierwszy mandat deputowanej. W wyborach parlamentarnych w 2012, 2016, 2020 i 2024 z powodzeniem ubiegała się o poselską reelekcję.
W grudniu 2020 objęła urząd ministra spraw wewnętrznych w powołanym wówczas rządzie Ingridy Šimonytė. Sprawowała go do grudnia 2024.